# Schwedischer Fußballpokal der Männer 2010
Der schwedische Fußballpokal 2010 (auch Svenska Cupen 2010 genannt) war die 55. Austragung des Fußballpokalwettbewerbs der Männer. Die Vorrunde begann am 3. März 2010. Das Finale fand am 13. November 2010 im Söderstadion von Stockholm statt.
Pokalsieger wurde Helsingborgs IF. Das Team setzte sich im Finale mit 1:0 gegen Hammarby IF durch. Der Sieger qualifizierte sich für die 3. Qualifikationsrunde der Europa League 2011/12.

## Modus
Alle Begegnungen wurden im K.-o.-System ausgetragen. Bei unentschiedenem Ausgang gab es eine Verlängerung von zweimal 15 Minuten und gegebenenfalls ein Elfmeterschießen.

## Teilnehmer
| Fotbollsallsvenskan (16) (Level 1) | Fotbollsallsvenskan (16) (Level 1) | Superettan (16) (Level 2) | Superettan (16) (Level 2) |
| --- | --- | --- | --- |
| - IF Brommapojkarna - Djurgårdens IF - IF Elfsborg - GAIS Göteborg - Gefle IF - IFK Göteborg - BK Häcken - Hammarby IF | - Halmstads BK - Helsingborgs IF - Kalmar FF - Malmö FF - Örebro SK - Örgryte IS - AIK Solna - Trelleborgs FF                                                                                | - Ängelholms FF - Assyriska Föreningen - Åtvidabergs FF - Falkenbergs FF - Jönköpings Södra IF - Landskrona BoIS - Ljungskile SK - Mjällby AIF                                               | - IFK Norrköping - Qviding FIF - IK Sirius - GIF Sundsvall - Syrianska FC - FC Trollhättan - Vasalunds IF - Väsby United                                                                   |
| Division 1 (14) (Level 3) | Division 2 (26) (Level 4) | Division 2 (26) (Level 4) | Division 3 (12) (Level 5) |
| - Degerfors IF - BK Forward - Carlstad United BK - Gröndals IK - Kristianstads FF - IF Limhamn Bunkeflo - Östers IF - Östersunds FK - FC Rosengård 1917 - Skövde AIK - Torslanda IK - Valsta Syrianska IK - IFK Värnamo - Västerås SK | - Akropolis IF - Bodens BK - Dalkurd FF - Enskede IK - Fässbergs IF - IK Frej - Friska Viljor FC - Gamla Upsala SK - Gunnilse IS - FC Gute - IS Halmia - Hammarby Talang FF - IFK Hässleholm | - IFK Klagshamn - Myresjö IF - Norrby IF - Nyköpings BIS - Lunds BK - Ramlösa Sodra FF - Sandvikens IF - Tenhults IF - Umedalens IF - Utsiktens BK - Vallentuna BK - Värmbols FC - Värmdö IF | - Åsebro IF - Holmalunds IF - Hudiksvalls ABK - Karlstad BK - Kvarnsvedens IK - Lilla Edets IF - Mariedals IK - Morön BK - Notvikens IK - Oskarshamns AIK - Rynninge IK - Sölvesborgs GoIF |
| Division 4 (8) (Level 6) | Division 5 (2) (Level 7) | Division 6 (3) (Level 8) | Division 7 (1) (Level 9) |
| - Ängby IF - IFK Falköping - Kungsbacka IF - Lilla Träslövs FF - Matfors IF - Råå IF - Svedala IF - IF Uddevalla | - Kalmar AIK - Unik FK | - FC Innerstan - Skärblacka IF - Tannefors IF | - Sörskogens IF |

## Vorrunde
Teilnehmer: 52 Vereine ab der dritten Liga abwärts. In Klammern ist die jeweilige Ligaebene angegeben, in der der Verein in der Saison 2009 spielte.
| Datum      |                        | Ergebnis |                        |
| ---------- | ---------------------- | -------- | ---------------------- |
| 03.03.2010 | Lilla Träslövs FF (VI) | 1:5      | Ramlösa Sodra FF (IV)  |
| 06.03.2010 | Lilla Edets IF (V)     | 1:2      | Torslanda IK (III)     |
| 06.03.2010 | Notvikens IK (V)       | 1:3      | Umedalens IF (IV)      |
| 11.03.2010 | IF Uddevalla ()        | 1:2      | Holmalunds IF (V)      |
| 13.03.2010 | Skärblacka IF (VIII)   | 0:3      | Nyköpings BIS (IV)     |
| 17.03.2010 | Morön BK (V)           | 0:7      | Bodens BK (IV)         |
| 17.03.2010 | Ängby IF (VI)          | 2:5      | Värmdö IF (IV)         |
| 19.03.2010 | Matfors IF (VI)        | 0:2      | Friska Viljor FC (IV)  |
| 19.03.2010 | FC Innerstan (VIII)    | 2:3      | Myresjö IF (IV)        |
| 20.03.2010 | IFK Klagshamn (IV)     | 1:0      | Kristianstads FF (III) |
| 20.03.2010 | IFK Falköping (VI)     | 0:2      | Norrby IF (IV)         |
| 20.03.2010 | Akropolis IF (IV)      | 3:2      | Gamla Upsala SK (IV)   |
| 20.03.2010 | Åsebro IF (V)          | 0:2      | Utsiktens BK (IV)      |
| 20.03.2010 | Karlstad BK (V)        | 1:2      | Skövde AIK (III)       |
| 20.03.2010 | Råå IF (VI)            | 2:4      | IFK Hässleholm (IV)    |
| 20.03.2010 | Kalmar AIK (VII)       | 1:4      | Sölvesborgs GoIF (V)   |
| 20.03.2010 | Sörskogens IF (IX)     | 0:4      | Enskede IK (IV)        |
| 20.03.2010 | Rynninge IK (V)        | 0:1      | Värmbols FC (IV)       |
| 20.03.2010 | Oskarshamns AIK (V)    | 9:0      | Tannefors IF (VIII)    |
| 21.03.2010 | FC Gute (IV)           | 0:2      | Gröndals IK (III)      |
| 21.03.2010 | Svedala IF (VI)        | 1:2      | IS Halmia (IV)         |
| 21.03.2010 | Kungsbacka IF (VI)     | 0:2      | Gunnilse IS (IV)       |
| 21.03.2010 | Mariedals IK (V)       | 3:1      | Fässbergs IF (IV)      |
| 23.03.2010 | Vallentuna BK (IV)     | 0:1      | IK Frej (IV)           |
| 25.03.2010 | Kvarnsvedens IK (V)    | 2:5      | Sandvikens IF (IV)     |
| 25.03.2010 | Unik FK (VII)          | 1:4      | Hudiksvalls ABK (V)    |

## 1. Runde
Teilnehmer: Die 26 Sieger der Vorrunde, die beiden Meister der Division 1 2009, acht weitere Drittligisten, vier weitere Viertligisten und die acht letzten Zweitligisten. In Klammern ist die jeweilige Ligaebene angegeben, in der der Verein in der Saison 2009 spielte.
| Datum      |                       | Ergebnis |                           |
| ---------- | --------------------- | -------- | ------------------------- |
| 18.03.2010 | Ramlösa Sodra FF (IV) | 4:6      | FC Rosengård 1917 (III)   |
| 27.03.2010 | Gröndals IK (III)     | 1:3      | Väsby United (II)         |
| 27.03.2010 | Skövde AIK (III)      | 4:5      | Degerfors IF (III)        |
| 27.03.2010 | Umedalens IF (IV)     | 4:0      | Bodens BK (IV)            |
| 27.03.2010 | Norrby IF (IV)        | 1:3      | Jönköpings Södra IF (II)  |
| 27.03.2010 | IFK Klagshamn (IV)    | 1:3      | IF Limhamn Bunkeflo (III) |
| 27.03.2010 | Nyköpings BIS (IV)    | 2:5      | BK Forward (III)          |
| 27.03.2010 | Akropolis IF (IV)     | 2:3      | Hammarby Talang FF (IV)   |
| 27.03.2010 | IS Halmia (IV)        | 0:1      | Lunds BK (IV)             |
| 27.03.2010 | Sölvesborgs GoIF (V)  | 0:2      | Östers IF (III)           |
| 27.03.2010 | Mariedals IK (V)      | 0:4      | Utsiktens BK (IV)         |
| 27.03.2010 | IFK Hässleholm (IV)   | 0:1      | IFK Värnamo (III)         |
| 28.03.2010 | Oskarshamns AIK (V)   | 2:1      | Tenhults IF (IV)          |
| 28.03.2010 | Gunnilse IS (IV)      | 1:2      | Ljungskile SK (II)        |
| 28.03.2010 | Myresjö IF (IV)       | 1:3      | IFK Norrköping (II)       |
| 28.03.2010 | Värmbols FC (IV)      | 2:0      | Carlstad United BK (III)  |
| 28.03.2010 | Sandvikens IF (IV)    | 4:6      | Dalkurd FF (IV)           |
| 28.03.2010 | Värmdö IF (IV)        | 3:2      | Vasalunds IF (II)         |
| 28.03.2010 | Hudiksvalls ABK (V)   | 0:2      | IK Sirius (II)            |
| 28.03.2010 | Friska Viljor FC (IV) | 1:6      | Östersunds FK (III)       |
| 30.03.2010 | Torslanda IK (III)    | 1:2      | Qviding FIF (II)          |
| 30.03.2010 | IK Frej (IV)          | 0:4      | Västerås SK (III)         |
| 31.03.2010 | Holmalunds IF (V)     | 0:1      | FC Trollhättan (II)       |
| 31.03.2010 | Enskede IK (IV)       | 0:2      | Valsta Syrianska IK (III) |

## 2. Runde
Teilnehmer: Die 24 Sieger der 1. Runde, die beiden Erstligaabsteiger 2009 und sechs Zweitligisten (Platz 3 bis 8) der Saison 2009. In Klammern ist die jeweilige Ligaebene angegeben, in der der Verein in der Saison 2009 spielte.
| Datum      |                           | Ergebnis  |                           |
| ---------- | ------------------------- | --------- | ------------------------- |
| 07.04.2010 | Oskarshamns AIK (V)       | 1:4       | Östers IF (III)           |
| 09.04.2010 | IK Sirius (II)            | 2:3       | GIF Sundsvall (II)        |
| 09.04.2010 | FC Rosengård 1917 (III)   | 2:3 n. V. | Ängelholms FF (II)        |
| 11.04.2010 | Umedalens IF (IV)         | 1:7       | Östersunds FK (III)       |
| 14.04.2010 | Hammarby Talang FF (IV)   | 1:0       | Assyriska Föreningen (II) |
| 17.04.2010 | Värmdö IF (IV)            | 2:3 n. V. | Hammarby IF (I)           |
| 18.04.2010 | Värmbols FC (IV)          | 2:3       | Jönköpings Södra IF (II)  |
| 21.04.2010 | BK Forward (III)          | 1:4       | Degerfors IF (III)        |
| 21.04.2010 | Dalkurd FF (IV)           | 1:2 n. V. | Väsby United (II)         |
| 21.04.2010 | IF Limhamn Bunkeflo (III) | 1:0       | Landskrona BoIS (II)      |
| 21.04.2010 | Lunds BK (IV)             | 1:5       | Falkenbergs FF (II)       |
| 21.04.2010 | IFK Värnamo (III)         | 1:2 n. V. | Örgryte IS (I)            |
| 21.04.2010 | Qviding FIF (II)          | 1:2       | Ljungskile SK (II)        |
| 21.04.2010 | Utsiktens BK (IV)         | 2:3       | FC Trollhättan (II)       |
| 21.04.2010 | Valsta Syrianska IK (III) | 1:2       | Syrianska FC (II)         |
| 22.04.2010 | Västerås SK (III)         | 1:2       | IFK Norrköping (II)       |

## 3. Runde
Teilnehmer: Die 16 Sieger der 2. Runde, die besten 14 Erstligisten 2009 und die besten zwei Zweitligisten 2009. In Klammern ist die jeweilige Ligaebene angegeben, in der der Verein in der Saison 2009 spielte.
| Datum      |                           | Ergebnis  |                       |
| ---------- | ------------------------- | --------- | --------------------- |
| 12.05.2010 | Ängelholms FF (II)        | 1:0       | Halmstads BK (I)      |
| 12.05.2010 | IF Limhamn Bunkeflo (III) | 0:1       | Mjällby AIF (II)      |
| 12.05.2010 | Ljungskile SK (II)        | 2:0       | Djurgårdens IF (I)    |
| 12.05.2010 | Syrianska FC (II)         | 0:1 n. V. | Malmö FF (I)          |
| 12.05.2010 | Hammarby Talang FF (IV)   | 1:3       | Helsingborgs IF (I)   |
| 12.05.2010 | FC Trollhättan (II)       | 0:3       | Kalmar FF (I)         |
| 12.05.2010 | Jönköpings Södra IF (II)  | 2:1 n. V. | Åtvidabergs FF (II)   |
| 12.05.2010 | Väsby United (II)         | 0:2       | IFK Göteborg (I)      |
| 12.05.2010 | Östersunds FK (III)       | 0:5       | BK Häcken (I)         |
| 12.05.2010 | Degerfors IF (III)        | 0:2       | IF Elfsborg (I)       |
| 12.05.2010 | Falkenbergs FF (II)       | 0:3       | IF Brommapojkarna (I) |
| 12.05.2010 | Örgryte IS (I)            | 0:1       | Gefle IF (I)          |
| 12.05.2010 | IFK Norrköping (II)       | 0:2 n. V. | Örebro SK (I)         |
| 12.05.2010 | Östers IF (III)           | 1:3 n. V. | AIK Solna (I)         |
| 12.05.2010 | GIF Sundsvall (II)        | 1:2 n. V. | GAIS Göteborg (I)     |
| 12.05.2010 | Hammarby IF (I)           | 3:1       | Trelleborgs FF (I)    |

## Achtelfinale
| Datum      |                          | Ergebnis              |                       |
| ---------- | ------------------------ | --------------------- | --------------------- |
| 27.06.2010 | Ljungskile SK (II)       | 0:1                   | Gefle IF (I)          |
| 27.06.2010 | IFK Göteborg (I)         | 3:4 n. V.             | Kalmar FF (I)         |
| 01.07.2010 | Hammarby IF (I)          | 3:1                   | IF Elfsborg (I)       |
| 02.07.2010 | Jönköpings Södra IF (II) | 0:2                   | Örebro SK (I)         |
| 04.07.2010 | GAIS Göteborg (I)        | 0:0 n. V. (3:4 i. E.) | IF Brommapojkarna (I) |
| 04.07.2010 | Mjällby AIF (II)         | 4:1                   | Malmö FF (I)          |
| 05.07.2010 | Ängelholms FF (II)       | 1:2 n. V.             | AIK Solna (I)         |
| 05.07.2010 | Helsingborgs IF (I)      | 2:1                   | BK Häcken (I)         |

## Viertelfinale
| Datum      |                | Ergebnis              |                       |
| ---------- | -------------- | --------------------- | --------------------- |
| 09.07.2010 | AIK Solna ()   | 2:2 n. V. (4:5 i. E.) | Helsingborgs IF ()    |
| 10.07.2010 | Örebro SK ()   | 0:2                   | Mjällby AIF (II)      |
| 11.07.2010 | Kalmar FF ()   | 2:1 n. V.             | Gefle IF (I)          |
| 21.07.2010 | Hammarby IF () | 1:1 n. V. (5:4 i. E.) | IF Brommapojkarna (I) |

## Halbfinale
| Datum      |                     | Ergebnis              |                  |
| ---------- | ------------------- | --------------------- | ---------------- |
| 27.10.2010 | Hammarby IF (I)     | 1:1 n. V. (5:4 i. E.) | Kalmar FF (I)    |
| 28.10.2010 | Helsingborgs IF (I) | 2:0                   | Mjällby AIF (II) |

## Finale
| Paarung         | Hammarby IF – Helsingborgs IF |
| Ergebnis        | 0:1 (0:0) |
| Datum           | 13. November 2010 |
| Stadion         | Söderstadion, Stockholm |
| Zuschauer       | 12.367 |
| Schiedsrichter  | Daniel Stålhammar |
| Tore            | 0:1 Rasmus Jönsson (80.) |
| Hammarby IF     | Johannes Hopf – David Lindholm, Fadi Malke, José Macedo, Christian Traoré – Marcus Törnstrand (46. Patrik Gerrbrand), Andreas Dahl, Maic Sema, Sebastian Castro-Tello – Max Forsberg (81. Simon Helg), Petter Furuseth (76. Christer Gustafsson) Cheftrainer: Roger Franzén |
| Helsingborgs IF | Pär Hansson – Joel Ekstrand, Marcus Nilsson, Christoffer Andersson (46. Erik Wahlstedt), Erik Edman – Marcus Lantz, Rachid Bouaouzan (46. Ardian Gashi), Erik Sundin, May Mahlangu – Alexander Gerndt, Rasmus Jönsson (90. Hannu Patronen) Cheftrainer: Conny Karlsson      |
| Gelbe Karten    | Christian Traoré (28.), Sebastian Castro-Tello (39.), Johannes Hopf (77.), Christer Gustafsson (90.+1') – keine |